# Антонівка (Ставищенська селищна громада)
Анто́нівка (кол. Слобода) — село в Україні, у Білоцерківському районі Київської області, у складі Ставищенської селищної громади. Розташоване на лівому березі річки Гнилий Тікич (притока Тікичу) за 9 км на схід від селища Ставище. Населення становить 548 осіб.

## Історія
В селі розташована Церква Різдва Богородиці (1777 року).

## Населення
Згідно з переписом УРСР 1989 року чисельність наявного населення села становила 796 осіб, з яких 338 чоловіків та 458 жінок.
За переписом населення України 2001 року в селі мешкали 523 особи.

### Мова
Розподіл населення за рідною мовою за даними перепису 2001 року:
| Мова       | Відсоток |
| ---------- | -------- |
| українська | 99,27 %  |
| російська  | 0,73 %   |